# 鸦宜铁路
鸦宜铁路，前身为鸦官铁路，是焦柳铁路的一条支线，连接焦柳铁路上的鸦雀岭站与宜昌市区的宜昌站。全线共设鸦雀岭、红土、新昌、宜昌东、宜昌、小溪塔6个车站。

## 历史
焦柳铁路于上世纪60年代末全面动工。与此同时，为了确保葛洲坝水利枢纽、核工业部827厂、六机部宜昌403厂等三线建设工程的物资运输需要，计划修专用铁路支线直抵葛洲坝工地。湖北省为了配合兴建宜昌钢铁厂（设计选址建在宜昌县小溪塔）和开发该厂原料基地官庄铁矿，要求将该铁路支线延伸至宜昌县官庄，故将这条鸦鹊岭至官庄的铁路支线定名为鸦官铁路。
鸦官铁路东起焦柳铁路鸦鹊岭火车站，经红土、新昌、花艳、宜昌、小溪塔至官庄，全长58.3千米，1970年6月18日动工。鸦鹊岭至宜昌市区38.3公里一段，于1971年7月28日完成铺轨，11月28日由国家验收，正式交付襄樊铁路分局管理，12月8日开始营运；宜昌市区至官庄段则于1972年10月铺轨至终点，未交付营运，至此，鸦官铁路全线建成。其中宜昌至小溪塔的12公里一段，曾租给葛洲坝工程局使用。1973年6月3日办理验收交接手续，7月1日全线正式交付襄樊铁路分局营运。
1988年，因宜昌钢铁厂停办，小溪塔至官庄段铁路连同官庄车站一并撤除，鸦官铁路也因而改称鸦宜铁路。
1998年，襄樊铁路分局对小溪塔线路进行升级改造。至2000年，鸦宜铁路客运只开通至宜昌站36.6千米，货运开通至小溪塔49千米。
2010年12月22日，宜昌东站（原花艳站）开通运营，宜昌站的客运功能逐步转移到该站，至2012年7月1号起已无旅客列车停靠宜昌站。
2016年，宜昌市曾经计划在将铁路宜昌东站至小溪塔站段改造建设为城市轨道交通，但未获得批准。至2023年，宜昌站至小溪塔站线路事实上已被废弃十年。

## 规划改造
宜昌东站至小溪塔站之间约21公里的铁路有改造计划，设9个车站，以单线内燃机车牵引定制观光车运行，目前尚未动工。